# La Ronda de Boltaña
La Ronda de Boltaña és un grup de música aragonès fundat en la vila de Boltaña l'any 1992.
Es va consolidar al gener de l'any 1992, a les festes de San Paulo, amb la finalitat de recuperar la ronda en la festa de Boltaña, després va desaparèixer. Des de llavors va començar a rondar per a la resta dels llocs de Sobrarbe i la zona que l'envolta. Després de la publicació del seu primer àlbum homònim en 1996, la seva fama es va estendre més enllà de Sobrarbe i els Pirineus. Van començar a donar concerts i actuar en escenaris de tot l'Aragó, activitat que va continuar combinant amb les seves rondes inicials.

## Discografia
- "La Ronda de Boltaña", 1996.
- "Banderas de Humo", 1998.
- "Un País de Anochecida", 2001.
- "Salud País", 2007.
- "La Huella que el Tiempo Deja", 2014.